# Gobionellus comma
Gobionellus comma es una especie de peces de la familia de los Gobiidae en el orden de los Perciformes.

## Distribución geográfica
Se encuentra en la Isla Cubagua (Venezuela).

## Observaciones
Es inofensivo para los humanos.